# Solești (gmina)
Solești – gmina w Rumunii, w okręgu Vaslui. Obejmuje miejscowości Boușori, Iaz, Satu Nou, Solești, Șerbotești, Știoborăni i Valea Siliștei. W 2011 roku liczyła 3623 mieszkańców.